# Yaakov Litzman

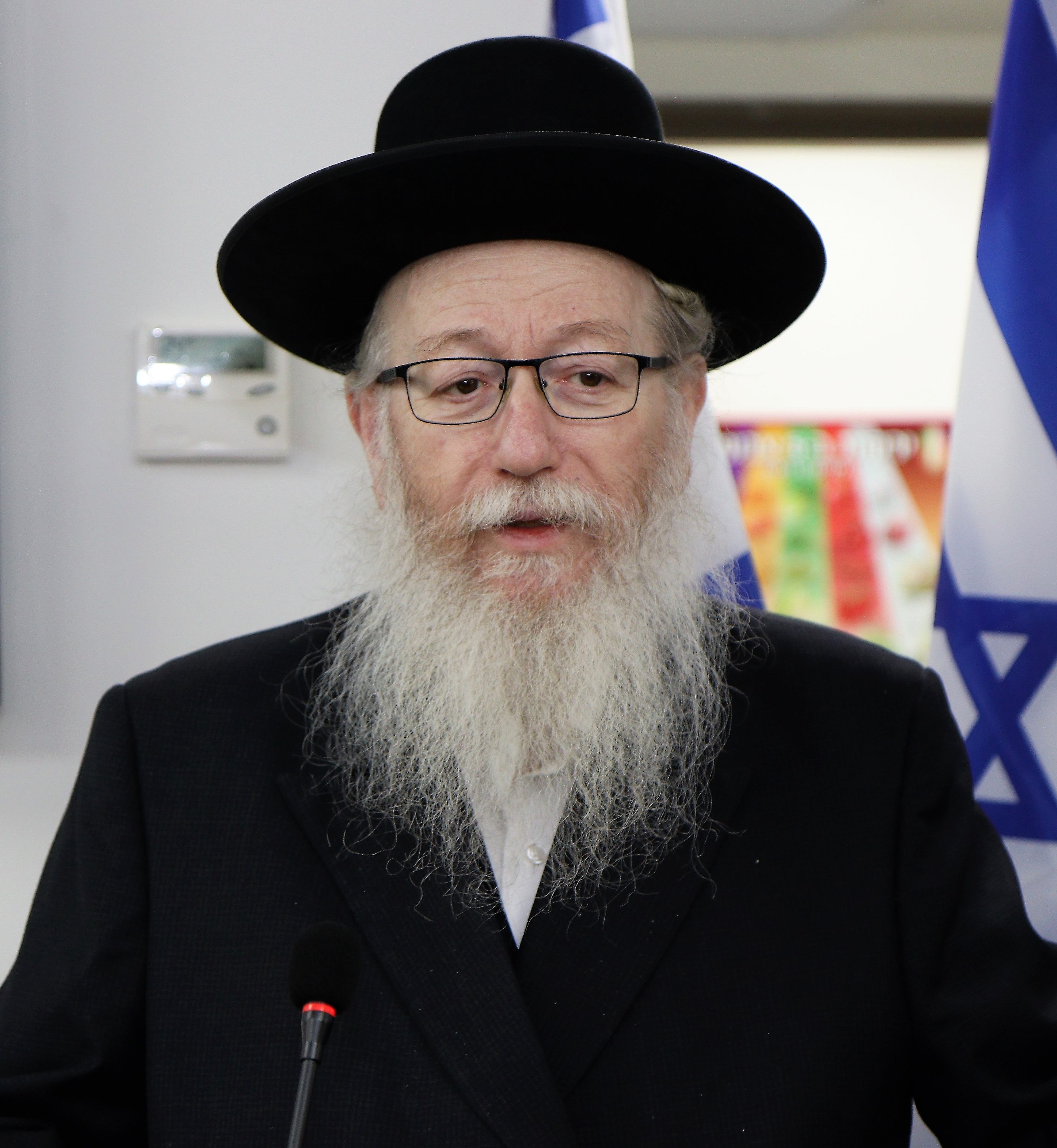
Yaakov Litzman, 2019

Yaakov Litzman (hebräisch יעקב ליצמן, * 2. September 1948 in Deutschland) ist ein israelischer Politiker (Agudat-Jisra’el-Partei). Er war u. a. von September 2015 bis November 2017 Gesundheitsminister und vom 17. Mai bis zum 13. September 2020 Minister für Bau- und Wohnungswesen im Kabinett Netanjahu V.
Er ist ein Anhänger der Ger-Chassidischen Dynastie und leitete die Agudat-Jisra’el-Partei innerhalb der Fraktion des Vereinigten Thora-Judentums in der Knesset bis Juni 2022.

## Leben
Litzman wurde 1948 als Sohn polnischer Überlebender des Holocaust in einem DP-Lager in Deutschland geboren. Als er zwei Jahre alt war, immigrierte die Familie in die Vereinigten Staaten; dort wuchs Litzman im Viertel Borough Park im New Yorker Stadtteil Brooklyn auf. Im Alter von 17 Jahren ging er nach Israel, um dort zu studieren. Seine erste Anstellung war die des Leiters der chassidischen Beis-Yaakov-Mädchenschule in Jerusalem.
Litzman ist verheiratet, hat fünf Kinder und lebt in Jerusalem.

## Politik
Er wurde später politisch aktiv unter der Leitung des Gerer Rebben, Rabbi Simcha Bunim Alter. Nach einiger Zeit wurde er bekannt als die rechte Hand des Rebben, eine Rolle, die er auch unter dem derzeitigen Rebbe Yaakov Aryeh Alter weiter einnimmt.
Im Jahr 1999 bat der derzeitige Rebbe Litzman darum, für die Kandidatenliste der Aguda hinsichtlich der Parlamentswahlen zur Verfügung zu stehen. Seitdem fungierte Litzman in der Knesset als Führer der Agudat-Jisra’el-Fraktion. Litzman vertritt eine streng orthodoxe Form des Judentums. Dass er deshalb den Handschlag mit Frauen verweigert, sorgte bei Besuchen ausländischer Politikerinnen teilweise für Unverständnis und Empörung.
Im April 2009 wurde Litzman zum stellvertretenden Gesundheitsminister ernannt und war bis Februar 2013 im Amt. Im Mai 2015 wurde er erneut zum stellvertretenden Gesundheitsminister ernannt und im September 2015 als Gesundheitsminister vereidigt. Ende November 2017 trat er als Minister zurück, weil seiner Auffassung nach die Heiligkeit des jüdischen Feiertags verletzt worden sei. Die israelische Staatsbahn hatte am Schabbat Instandhaltungsarbeiten durchgeführt. Die Arbeitsruhe für den Schabbat ist im jüdischen Religionsgesetz festgeschrieben. Regierungschef Netanjahu bedauerte Litzmans Schritt und sagte, der Schabbat sei für alle Israelis wichtig – ebenso wie ein sicheres und regelmäßiges Verkehrswesen. Litzman wurde nach dem Rücktritt stellvertretender Gesundheitsminister.
Litzman geriet im Zuge der COVID-19-Pandemie in die Kritik, nachdem er Verhaltensregeln ignorierte, als einziger Minister bei einer Sitzung Mitte März eine Fiebermessung verweigerte und, entgegen der Weisung seines eigenen Ministeriums an die Öffentlichkeit, eine Synagoge besuchte. Er wurde am 31. März 2020 selbst positiv auf COVID-19 getestet. Am 25. April 2020 teilte Litzman Premierminister Netanjahu seinen Rücktritt als Gesundheitsminister mit. Als im Mai 2020 das Kabinett Benjamin Netanjahu V gebildet wurde, wurde er Wohnungsbauminister.
Am 13. September 2020 trat Litzman aus Protest gegen einen Corona-Lockdown ab dem 14. September 2020 zurück. Dieser tangierte das jüdische Neujahrsfest.
Ende Dezember 2021 gab Yaakov Litzman bekannt, dass er bei den nächsten Wahlen aufgrund seines fortgeschrittenen Alters nicht mehr für die Knesset kandidieren werde.
Der frühere Minister Litzman reichte am 1. Juni 2022 bei Knessetsprecher Mickey Levy seinen Rücktritt ein. Damit kam er einem Deal nach. Der 73-Jährige steht wegen des Verdachts auf Veruntreuung vor Gericht. Ihm wird vorgeworfen, als Gesundheitsminister Interessen von Privatpersonen über öffentliche Interessen gestellt zu haben. Zudem soll er die Auslieferung einer des sexuellen Missbrauchs beschuldigten ehemaligen Schulleiterin (Malka Leifer) nach Australien verzögert haben. Der Deal bewahrte Litzman vor einer Haftstrafe. Er musste eine symbolische Summe von rund 780 Euro zahlen.